# 荒神直規
荒神 直規（こうじん なおき、1978年4月15日 - ）は、日本のシンガーソングライター。福岡県北九州市若松区出身。血液型A型。

## 来歴
- 1999年 - ELFの前身となるヴィジュアル系バンドELF.I.REVUEのKO-JINとしてシングル「誕生花」でインディーズデビュー。
- 2001年 - 故郷の北九州市にて、ELFを結成。以降、関西を中心に活動する。
- 2006年 - ELFを解散。その後、Naifuに加入。
- 2009年 - Naifuを解散。

## レコーディング参加
- 愛内里菜「薔薇が咲く 薔薇が散る」
- 宇浦冴香「Sha la la -アヤカシNIGHT-」
- 上木彩矢「世界中の誰もが」「明日のために」「YOU&ME」「Tears」「Just take my heart」
- 北原愛子「ユートピア」
- ZARD「愛は暗闇の中で featuring Aya Kamiki, Naoki Ko-jin, Siyon Morishita」
- 三枝夕夏 IN db「夏のフォトグラフ」「君の中に僕の居場所を探したい」「明日に降る夢よ」「Honey」
- PINC INC『もっとキミ色に染まりたい』